# لورنس هيل (باركشير)
لورنس هيل (بالإنجليزية: Lawrence Hill, Berkshire)‏ هي قرية تقع في المملكة المتحدة في جنوب شرق إنجلترا.